# ثقافة إفريقيا

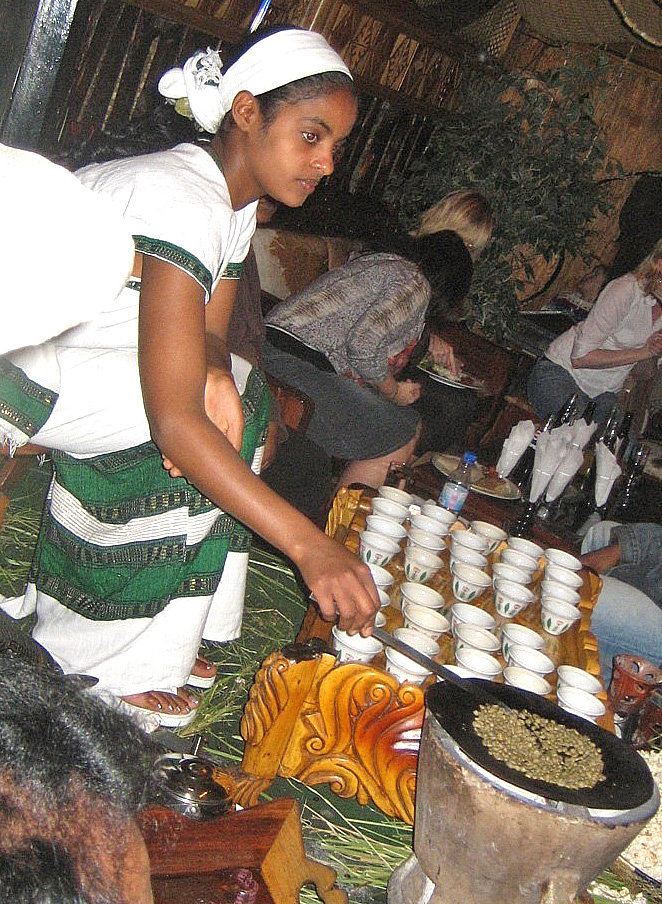
امرأة اثيوبية تحضر قهوة اثيوبية في حفل تقليدي. تحمص القهوة وتطحنها وتصنعها على الفور.

ثقافة إفريقيا متنوعة ومتعددة وتتكون من مزيج من ثقافات القبائل التي لدى كل منها خصائصها الفريدة. هي نتيجة تنوع السكان اللذين يعيشون اليوم في قارة إفريقيا والشتات الإفريقي. تظهر الثقافة الإفريقية في فنون افريقيا وحرفها وفي المأثورات الشعبية والدين والأزياء وأسلوب الطبخ والموسيقى واللغة.

## لمحة تاريخية
تنقسم إفريقيا إلى عدد كبير من الثقافات العرقية. تجديد ثقافة القارة جزء من بناء الدولة في مرحلة ما بعد الاستقلال، وتتطلب خلق بيئة تمكينيه بعدة طرق مع الاعتراف بالحاجة إلى تسخير ثروة إفريقيا الثقافية لإثراء التعليم. في الآونة الأخيرة، أحدثت الدعوة إلى التركيز بشكل أكبر على أبعاد الثقافة من جميع جوانب التنمية صخبا على نحو متزايد خلال فترة الاستعمار الروماني لشمال افريقيا (جزء من الجزائر وليبيا ومصر وتونس بالكامل) أصبحت بعض المحافظات كطرابلس هي المنتجة الرئيسية للطعام في الجمهورية والامبراطورية وانتج هذا الكثير من الثروة في هذه الأماكن ل 400 سنة من احتلالهم. خلال فترة الاستعمار حاز الاوربيون على الأفضلية في التصرفات والبعثات. كان باستطاعة الفرنسي قبول إفريقي كفرنسي إذا ما تخلى عن ثقافته الإفريقية وتبنى الأسلوب الفرنسي. يطلق على من لديه المعرفة باللغة البرتغالية وثقافتها ومن تخلى عن الطرق الإفريقية التقليدية بالمتمدن. يقول المعلق الاجتماعي الكيني مويتي ميوغامبي أن مستقبل افريقيا يمكن صياغته فقط من خلال قبول وإصلاح الحاضر الاجتماعي والثقافي. يقول ميوغامبي أن الاثار الثقافية الاستعمارية والاجتياح الثقافي الغربي السائد وتقديم المعونات والضغط على الجهات المانحة سوف تستمر ولا يمكن أن يبعدها التنقيب في ماضي إفريقيا. بينما قال مولانا كارينجا:
تقدم لنا ثقافتنا أخلاقيات يجب علينا أن نمتثل بها بالفكر والممارسة. ونعني بالأخلاقيات هنا الفهم الذاتي للناس وتقديم الذات للعالم من خلال أفكار هذه الأخلاقيات وممارساتها في المجالات الست الأخرى للثقافة. قبل كل شيء هي تحدي ثقافي. تعرف الثقافة هنا انها مجمل الأفكار والممارسات التي يصنعونها الناس بأنفسهم ويحتفلون بها ويحافظون عليها ويطورونها ويقدمونها للتاريخ والإنسانية.
مولانا كارينجا، الثقافة الإفريقية والسعي المستمر للتميز

## الحرف والفنون الإفريقية.
المقالة الأساسية: الفن الإفريقي.
لدى إفريقيا تراث غني بالفنون والحرف. تمثلت الفنون الإفريقية وحرفها في مجموعة متنوعة من المنحوتات الخشبية وأعمال فنية من النحاس والجلود. تتضمن الفنون والحرف الإفريقية أيضا على فن النحت والرسم والشعر وملابس وقبعات احتفالية دينية. قال مولانا كارينجا أن الفن الإفريقي لم يكن الهدف بأهمية قوة الروح خلف إنشاء هذا الهدف. وأيضا قال أن جميع الفنون يجب أن تكون ثوريه ولكونها ثورية يجب أن تكون بشكل جماعي وبالتزام وبفعالية.
تركز بعض الثقافات الإفريقية على المظهر الشخصي ومازالت المجوهرات من الإكسسوارات الشخصية الهامة. العديد من هذه المجوهرات مصنوعة من قذائف الصدف ومواد مشابهه.

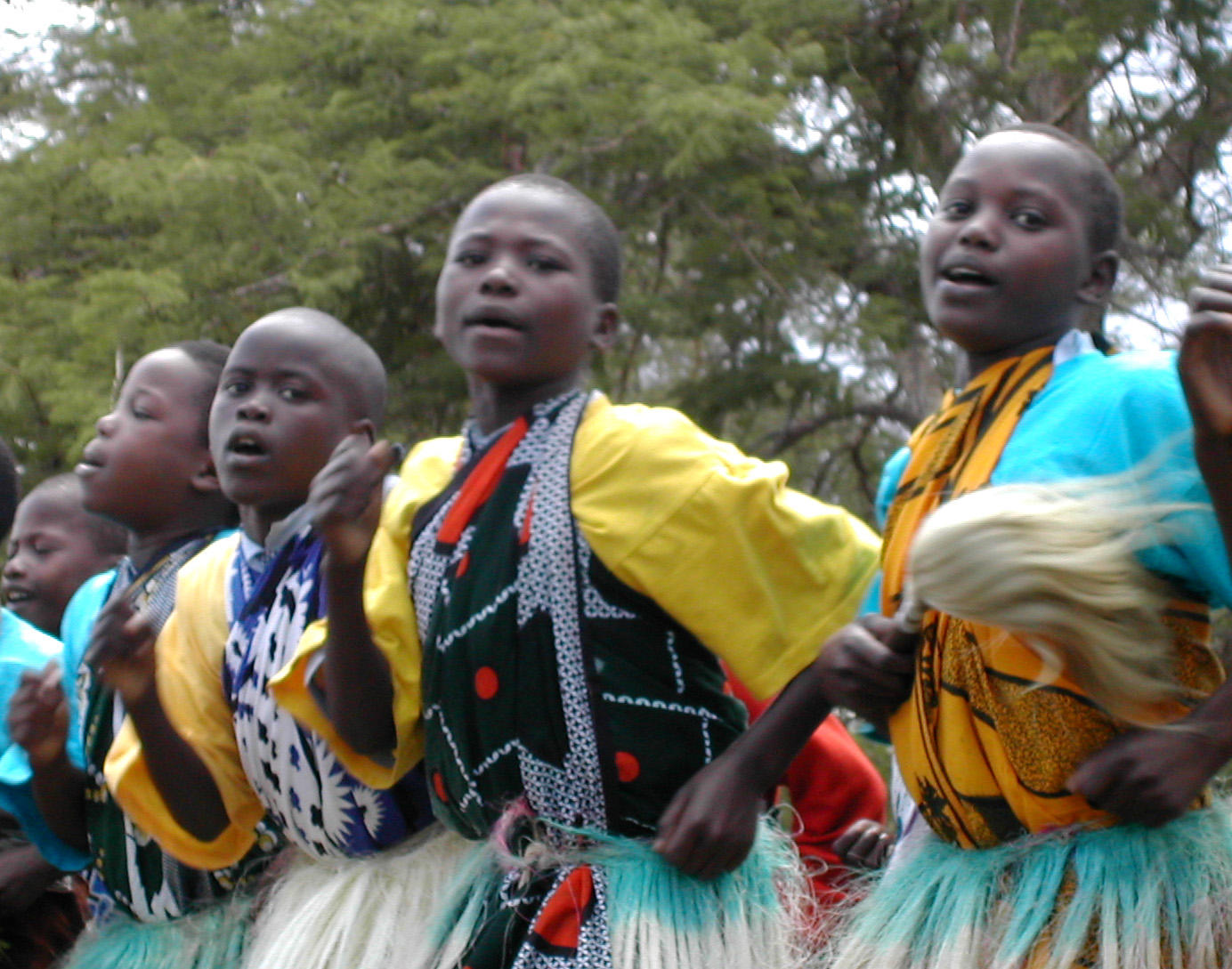
فتيان وفتيات كينيون يؤدون رقصة شعبية تقليدية.

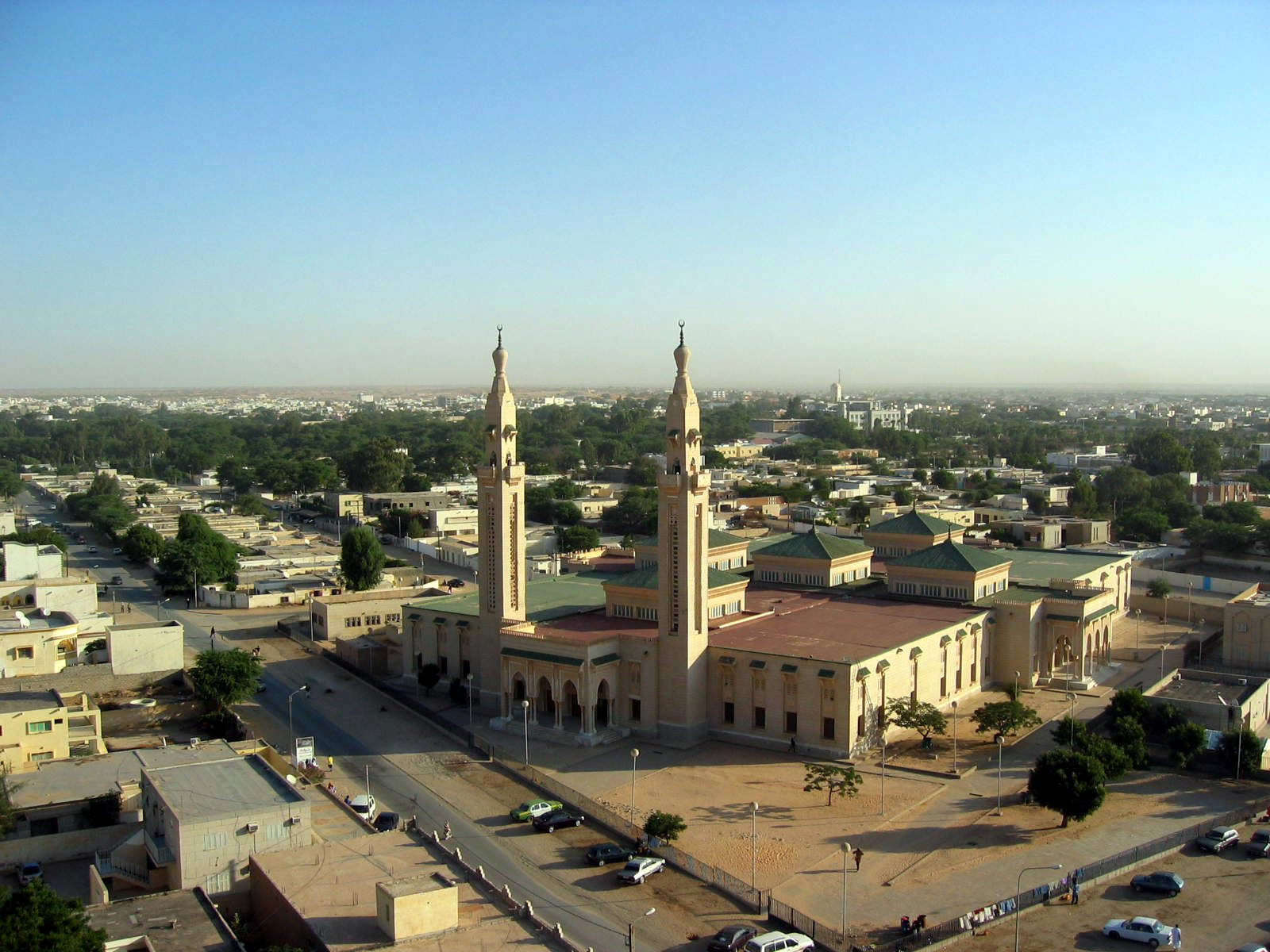
المسجد المركزي في موريتانيا في نواكشوط

## المأثورات الشعبية والدين
يمثل التراث الشعبي الإفريقي والدين مجموعة متنوعة من الجوانب الاجتماعية للثقافات المختلفة في افريقيا.
كمعظم الحضارات والثقافات تم تداول اسطورة الطوفان في أجزاء مختلفة من افريقيا. الثقافة والدين يتشاركان المساحة وهما متداخلان بعمق في الثقافات الإفريقية. في اثيوبيا، المسيحية والإسلام من الجوانب الأساسية للثقافة الأثيوبية والعادات الغذائية وأيضا الطقوس والشعائر. وفقا لأسطورة الأقزام، تسمع الحرباء ضوضاء غريبة من الشجرة، تقطع جذعها فتخرج المياه متدفقة بشكل قوي ينتشر في جميع انحاء العالم.
تلعب القصص الشعبية دورا هاما في الثقافات الإفريقية. تعكس القصص هوية جماعة ثقافية والحفاظ على القصص الإفريقية سيساعد على الحفاظ على ثقافة كاملة. القصص تؤكد على الاعتزاز والهوية في الثقافة. في افريقيا، تؤلف جماعة عرقية القصص لأنفسهم. مجموعات عرقية مختلفة في افريقيا تمارس طقوسا مختلفة أو احتفالات للقصص مما ينمي الشعور بالانتماء إلى جماعة ثقافية. سماع الأجانب لقصص المجموعات العرقية يقدم لهم فكرة عن معتقدات المجتمع وآراءه وعاداته. يسمح للأشخاص داخل المجتمع ان يقوموا بتمييز مجموعاتهم. يظهرون رغبات ومخاوف المجموعة كالحب والزواج والموت. واعتبرت القصص أيضا كأداة للتعليم والترفيه. يقدمون وسيلة للأطفال لفهم المواد والبيئة الاجتماعية. تتضمن كل قصة اخلاقيات لتعليم الناس مثل أن الخير سينتصر على الشر. للترفيه، يتم تأليف قصص عجيبة لعالم غير بشري. عادة، الشخصية الرئيسية للقصة تكون حيوان ناطق أو شخصية انسان تحدث له أمور غير طبيعية. على الرغم من أن الحكايات الشعبية للترفيه الا انها تشعر بالانتماء والاعتزاز بالمجتمعات في إفريقيا.
هناك عدة أنواع للقصص الإفريقية: حكايات الحيوانات والحكايات اليومية. حكايات الحيوانات الأكثر ترفيها، مع ذلك تتضمن اخلاقيات وعبر. حكايات الحيوانات تقسم إلى حكايات المحتال وحكايات الغول. في حكايات الحيوانات حيوان معين قد تكون له ذات الشخصية دائما أو تكون له شخصية مختلفة في كل قصة لكيلا يهتم الجمهور بالشخصيات. الأرنب البري دائما هو المحتال، ذكي وماكر، بينما كان الضبع دائما يحتال عليه الارنب البري. الغيلان دائما قاسية ووحوش جشعة. والطيور كانت هي الرسل في كل القصص. الحكايات اليومية هي أكثر الحكايات جدية لا تتضمن فكاهة أبدا وهذا يوضح الحياة اليومية والنضالات في المجتمع الإفريقي. هذه الحكايات تتخذ مسائل مثل المجاعة والهرب من الموت والتودد وشؤون الأسرة باستخدام أسلوب الاغنية عندما كانت تقال نهاية القصة.